# 帕里納科查斯省

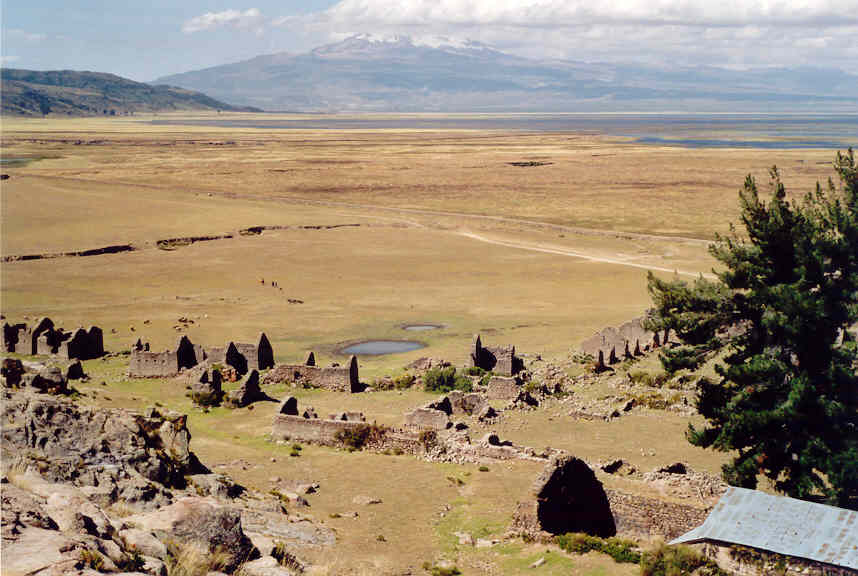

帕里納科查斯省（西班牙語：Provincia de Parinacochas），是秘魯的省份，位於該國中南部阿亞庫喬大區，首府是科拉科拉，面積5,968平方公里，2002年人口24,028，人口密度每平方公里4.0人。
15°01′01″S 73°46′50″W / 15.016994°S 73.780419°W